# Ursula Smith
Ursula H. Smith (* 25. Oktober 1942, verheiratete Ursula Oakley) ist eine ehemalige englische Badmintonspielerin.

## Karriere
Die Engländerin Ursula Smith gewann 1965 kurioserweise einen Titel bei den Asienmeisterschaften, da dieses Championat zu dieser Zeit noch offen für alle Nationen weltweit war. Im selben Jahr holte sie auch zwei Titel bei den Südafrikanischen Meisterschaften, die ebenfalls als offene Titelkämpfe ausgetragen wurden. 1965 gewann sie auch die All England.

## Erfolge
| Saison | Veranstaltung                   | Disziplin   | Platz | Name                              |
| ------ | ------------------------------- | ----------- | ----- | --------------------------------- |
| 1951   | Englische Juniorenmeisterschaft | Dameneinzel | 1     | Ursula Smith                      |
| 1952   | Englische Juniorenmeisterschaft | Dameneinzel | 1     | Ursula Smith                      |
| 1960   | French Open                     | Damendoppel | 1     | Audrey Stone / Ursula Smith       |
| 1961   | All England                     | Dameneinzel | 2     | Ursula Smith                      |
| 1961   | Irish Open                      | Dameneinzel | 1     | Ursula Smith                      |
| 1962   | Belgian International           | Dameneinzel | 1     | Ursula Smith                      |
| 1962   | All England                     | Dameneinzel | 2     | Ursula Smith                      |
| 1962   | Scottish Open                   | Damendoppel | 1     | Ursula Smith / Margaret Barrand   |
| 1963   | All England                     | Dameneinzel | 3     | Ursula Smith                      |
| 1963   | Swedish Open                    | Dameneinzel | 1     | Ursula Smith                      |
| 1964   | All England                     | Dameneinzel | 2     | Ursula Smith                      |
| 1964   | Scottish Open                   | Dameneinzel | 1     | Ursula Smith                      |
| 1965   | German Open                     | Damendoppel | 1     | Brenda Parr / Ursula Smith        |
| 1965   | German Open                     | Dameneinzel | 1     | Ursula Smith                      |
| 1965   | All England                     | Damendoppel | 2     | Jennifer Pritchard / Ursula Smith |
| 1965   | All England                     | Dameneinzel | 1     | Ursula Smith                      |
| 1965   | Asienmeisterschaft              | Damendoppel | 1     | Ursula Smith / Angela Bairstow    |
| 1965   | Südafrikanische Meisterschaft   | Damendoppel | 1     | Ursula Smith / Jennifer Pritchard |
| 1965   | Südafrikanische Meisterschaft   | Dameneinzel | 1     | Ursula Smith                      |